# L'Assaut (film, 1936)
Pour les articles homonymes, voir L'Assaut.
Pour plus de détails, voir Fiche technique et Distribution.
L'Assaut est un film français réalisé par Pierre-Jean Ducis, sorti en 1936.

## Synopsis
Alexandre Mérital (Charles Vanel) est le chef d'un grand parti politique en pleine ascension et promis à de hautes fonctions de l’État. Mais son principal adversaire, Frépeau (André Alerme), l'accuse d'avoir commis un vol lors de sa jeunesse. Fragilisé par cette accusation véridique, Mérital contre-attaque en fouillant dans le passé tumultueux de Frépeau. Les deux hommes sont prêts à tout pour humilier l'autre.

## Fiche technique
- Réalisation : Pierre-Jean Ducis
- Scénario : Léopold Marchand et Henri Vendresse, d'après une pièce de Henri Bernstein
- Photographie : Fred Langenfeld
- Montage : André Versein
- Musique : Henri Verdun
- Direction artistique : Jacques-Laurent Atthalin et Henri Ménessier
- Producteur : Henri Ullmann
- Directeur de production : Paul Madeux
- Société de production : Productions Henri Ullmann
- Sociétés de distribution : Les Films Paramount, Les Films Fernand Rivers
- Pays de production :  France
- Langue : Français
- Format : Noir et blanc — 35 mm — 1,37:1 — Son : Mono
- Genre : Film dramatique
- Durée : 73 minutes (1 h 13)
- Date de sortie : 
  - France : 31 décembre 1936

## Distribution
- Charles Vanel : Alexandre Mérital, un chef de parti politique attaqué par un adversaire pour un vol commis dans sa jeunesse
- André Alerme : Frépeau, son adversaire politique qui lance un assaut contre lui
- Alice Field : Renée de Rould
- Madeleine Robinson : Georgette
- Jean Joffre : Marc Label
- Philippe Janvier : Julien Mérital
- Marcel Vergne : Daniel Mérital
- Arlette Dubreuil : Hélène
- Marcel Chabrier : le préfet
- Janine Darcey
- Charles Lemontier